# Elfros
Elfros est une communauté située dans la province de la Saskatchewan, dans le sud-est.